# Salisbury Island
Salisbury Island är en ö i Kanada.   Den ligger i territoriet Nunavut, i den östra delen av landet, 2 000 km norr om huvudstaden Ottawa. Arean är 804 kvadratkilometer.
Terrängen på Salisbury Island är lite kuperad. Öns högsta punkt är 539 meter över havet. Den sträcker sig 37,3 kilometer i nord-sydlig riktning, och 44,1 kilometer i öst-västlig riktning.
Omgivningarna runt Salisbury Island är i huvudsak ett öppet busklandskap. Trakten runt Salisbury Island är nära nog obefolkad, med mindre än två invånare per kvadratkilometer.